# Projecte formatiu d'astronauta
El Projecte formatiu d'astronauta és un programa de la NASA dissenyat per educar els estudiants i estimular l'interès per les matemàtiques, ciències i exploració espacial. És un successor del Projecte Teacher in Space de la dècada de 1980 que es va cancel·lar després de la mort de Christa McAuliffe arrel del desastre Challenger Shuttle Challenger (STS-51-L). La NASA va aturar el projecte dels professors a causa del risc d'enviar civils a l'espai.

## Història

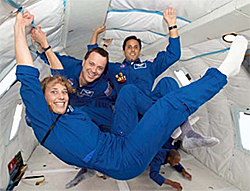
Astronautes formadors Dorothy Metcalf-Lindenberger, Richard Arnold i Joseph Acaba durant un vol de microgravetat.

A la dècada de 1990, la NASA va crear el Projecte formatiu d'astronautes, es desenvolupa seguint els objectius del Programa de Professors a l'Espai: la recerca de la docència com a professió i la inspiració dels estudiants. A diferència del Programa de professorat en l'espai, els astronautes educadors són astronautes completament formats que fan els mateixos treballs i deures que fa qualsevol altre astronauta. Volen com a membres de la tripulació amb responsabilitats de missió crítiques, així com objectius relacionats amb l'educació. A més de les seves tasques tècniques, ajuden a altres astronautes a connectar-se amb estudiants i professors mitjançant l'exploració espacial.
Joseph M. Acaba, Richard R. Arnold i Dorothy Metcalf-Lindenburger van ser seleccionats com els primers especialistes en la missió d'educadors de la promoció del 2004. Tant Acaba com Arnold eren part de la tripulació de la missió STS-119, un transbordador espacial amb missió a l'Estació Espacial Internacional (ISS), que va ser traslladat per transbordador espacial Discovery el març de 2009. Metcalf-Lindenburger va volar amb la STS-131 a l'abril de 2010, visitant també la ISS a bord del Space Shuttle Discovery .

## Barbara Morgan
Barbara Morgan, el recanvi de Christa McAuliffe en el Projecte del professor en l'espai, es va mantenir involucrada amb la NASA després del desastre Challenger i va continuar treballant amb la Divisió d'Educació de la NASA fins a la seva selecció com a especialista a la missió del 1998. Morgan va completar dos anys d'entrenament i avaluació d'astronautes, i va començar les tasques oficials el 2000. Morgan es va convertir en el primer professor que va viatjar a l'espai a l'STS-118. Mentre que els comunicats de premsa de la NASA i les ponències de mitjans de comunicació de la NASA sovint es referien a ella com a "Educador especialista en missió" o "Educador Astronauta", Morgan no es va formar en el Projecte formatiu d'astronauta. L'administrador de la NASA, Michael D. Griffin, va aclarir en una conferència de premsa després de la STS-118 que Morgan no era considerat un Educador Especialista en Missions, sinó que era un especialista de Missió estàndard, que abans havia estat professor. Les funcions de Morgan com a especialista en missions no eren diferents de les altres especialistes de la missió llançadora.